# Scarpanta mortuifolia
Scarpanta mortuifolia är en insektsart som först beskrevs av Stsl 1861.  Scarpanta mortuifolia ingår i släktet Scarpanta och familjen Flatidae. Inga underarter finns listade i Catalogue of Life.